# 池田和歌子
池田 和歌子（いけだ わかこ、1942年6月19日 - ）は、日本の女優、声優。
和歌山県伊都郡かつらぎ町出身。出生は大阪市西成区。

## 来歴
和歌山県立伊都高等学校卒業。
高校在学中にNHK大阪放送劇団ORTに入団し、高校卒業後の1961年、浪花千栄子の推薦でNHK大阪演技研究所に入所する。卒業後、同期生と「テアトル・ラディー」を結成し、その後は、大宝芸能、東京俳優生活協同組合、オフィス・ほうせいなどに所属していた。
『華岡青洲の妻』（NTV）では水谷八重子と南田洋子に対する名手弁の指導役も兼ねて役を貰っている。
1974年にアニメ作画監督のアベ正己と結婚。結婚後の1975年、「群六舎プロ」を設立して役員となった。
2006年に『マイティジャック』のDVD化に際してインタビューが試みられた模様であるが、体調不良と言うこともあり、直筆メッセージと近影の掲載のみが行われている。

## 人物
声種は明るくて巧みのメゾソプラノ。
趣味・特技は読書、料理、レコード鑑賞。

## 出演作品

### テレビドラマ
- 創作劇場 / 闖入者（1963年） - 娘
- 金太と三吉（1963年）
- トップ屋捕物帳（1963年 - 1964年）
- うず潮（1964年 - 1965年） - カツ子
- 近鉄金曜劇場
  - 剣 （1964年）
  - 二人っきりの夜（1967年）
- 部長刑事
  - 第301話「日本脱出」（1964年）
  - 第307話「巷の眼」（1964年）
  - 第333話「同じものは二つない」（1965年）
  - 第357話「姉妹」（1965年）
  - 第373話「あかんたれ」（1965年）
  - 第423話「帰って来た街」（1966年）
  - 第436話「殺意」（1967年）
  - 第448話「山狩り」（1967年）
- ナショナル日曜観劇会 / 中之島ニッポン（1964年）
- 青春の言葉（1964年）
- 青春のお通り（1965年）
- ライオン奥様劇場 / 良人の貞操（1965年）
- 陽のあたる坂道（1965年）
- われら九人の戦鬼（1966年） - いち
- 風のある街（1966年 - 1967年）
- 青空に叫ぼう 第23話「気がもめます」（1967年）
- 三匹の侍 第5シリーズ 第1話「われらお尋ね者」（1967年） - お通
- 土曜劇場 / 花いちもんめ（1968年）
- マイティジャック（1968年） - 一条マリ
- きんきらきん 第11話（1969年）
- 奇妙な仲（1969年）
- 新婚さん旧婚さん（1969年） - 南沢真也子
- マキちゃん日記（1969年 - 1970年） - 見合いの相手
- くやし涙（1970年） - みゆき
- 人情劇 はまぐり大将（1970年） - 阿刀田澄子
- コント55号60分一本勝負 第18話「生んだが勝ち」（1970年）
- 東芝日曜劇場
  - 鶴は帰りぬ（1971年）
  - 足袋と赤ちゃん（1975年）
- プレイガール 第128話「女はざんげか衝撃の告白」（1971年） - 夕子
- なんたって18歳! 第13話「帰りたい 帰れない」（1971年）
- 真昼の月（1972年）
- 少年ドラマシリーズ / どっちがどっち（1972年）
- 愛の劇場 / 美しき煩悩（1973年）
- 時間ですよ（1973年） - シズ子
- ポーラテレビ小説 / 愛子（1973年） - カンパチ
- お姉ちゃん 第2話（1973年）
- 特捜記者 犯罪を追え! 第6話（1974年）
- 月曜スター劇場 / おしろい花（1974年）
- 刑事くん 第4部 第27話「日本の若い刑事」（1975年）
- 銭形平次 第459話「からくり殺人」（1975年）
- 手紙-殺しへの招待-（1975年）
- 伝七捕物帳 第124話「花の蕾の十八娘」（1976年、NTV） - お梶
- 特別機動捜査隊
  - 第747話「人質の女」（1976年） - 浜田小夜子
  - 第791話「女を泣かすな」（1977年） - 富永春子
- 太陽にほえろ! 第209話「働くものの顔」（1976年） - 山科知子
- 江戸の旋風II 第21話「悲しい浪人」（1976年）
- 新撰組始末記（1977年）
- お昼のテレビ小説 / 赤とんぼ（1978年） - 秋子
- 新五捕物帳
  - 第40話「情けに消えた女」（1978年）
  - 第78話「夢に消えた父子唄」（1979年）
- 風をみた女（1978年）
- 土曜ナナハン学園危機一髪 / ママとパパの戦場（1980年）
- コカコーラスペシャル / 女ともだち（1982年）
- ザ・サスペンス / 陽のあたる場所（1982年）
- 3年B組金八先生スペシャルIV（1985年）

### 映画
- われらサラリーマン（1963年）※デビュー作[1]。
- 現代紳士野郎（1964年） - 女性事務員
- 風来忍法帖（1965年）
- 俺の空（1977年）

### 舞台
- 甘い恋のジャム
- 人生とんぼ返り
- 小鷹狩鞠子の七つの大罪

### 吹き替え
- アルフレード アルフレード（カルラ・グラヴィーナ）
- 素敵なタミー
- 何かいいことないか子猫チャン
- 秘密指令S - アナベル・ハースト(ローズマリー・ニコルズ)
- 探偵ストレンジ　- イブリン・マクリーン(アネック・ウィル)
- 決断(東京１２チャンネル放映時タイトル「西部に響く銃声」 - (シイラ(ティナ・ルイス))
- 弁護士ジャッド
  - 「依頼人は弁護士」 - (クレア(ドナ・バカラ))
- 恋のプレゼント - (シルビア(ルイーズ・ソレル))
- ホワイトクリスマス - (ヴェラ・エレン)
- グループ
- タルファ駐屯兵 - (ジョディ・ローレンス)
- 刑事コジャック

### テレビアニメ
1975年
- アンデス少年ペペロの冒険（ナレーター※第5話まで、アニータ）

1976年
- 恐竜探険隊ボーンフリー（レディ・バトラー）

1977年
- ヤッターマン（エリザデス女王）

### ラジオ
- ザ・パンチジャーナル